# Love’s Kitchen – Ein Dessert zum Verlieben
Love’s Kitchen – Ein Dessert zum Verlieben (Originaltitel: Love’s Kitchen) ist eine britische Liebeskomödie aus dem Jahr 2011 mit Claire Forlani und Dougray Scott in den Hauptrollen.

## Handlung
Der Unfalltod seiner Ehefrau wirft den renommierten Londoner Chefkoch Rob Haley gehörig aus der Bahn. Drei Jahre später bereitet er lustlos die Menüs in seiner Küche zu und eine vernichtende Restaurantkritik lässt seine Gäste fernbleiben. Erst als sein Freund und berühmter Berufskollege Gordon Ramsay vorbeischaut und ihn drängt, sich in Gedenken an seine Frau zusammenzureißen, entschließt sich Rob, einen Neubeginn zu wagen. Mit seiner Tochter Michelle zieht er in die Provinz, wo er mit Hilfe seiner Freunde Loz, Ingo und Shauna aus einem alten Pub ein kleines Gourmet-Restaurant machen will.
Die ortsansässige und seit Kurzem geschiedene Restaurantkritikerin Kate Templeton begrüßt zwar Robs Vorhaben, glaubt jedoch nicht an seinen Erfolg. Ihr wohlhabender und einflussreicher Vater Max wiederum fürchtet den Ansturm zahlreicher Restaurantgäste und droht Rob mit entsprechenden Maßnahmen, sollten er und sein Pub in ihrem beschaulichen Städtchen für Ärger sorgen. Rob und seine Freunde lassen sich jedoch nicht beirren und richten das heruntergekommene Pub wieder her. Weil Rob jedoch zu stolz ist, die Werbetrommel zu rühren, bleiben die erhofften Gäste bei der feierlichen Eröffnung des neuen Pubs aus. Zwei alte Herren wagen sich schließlich hinein, bestellen jedoch bloß belegte Brote. Nur mit Tränen schafft es Robs Tochter Michelle, den skeptischen Herren Robs berühmtes Trifle aufzuschwatzen. Von der Süßspeise begeistert, kehren die Männer fortan regelmäßig bei Rob ein. Selbst Kate Templeton ist von Robs Kochkünsten beeindruckt und schlägt vor, für die nötige Publicity zu sorgen. Rob ist jedoch dagegen, auch wenn er das Lokal ohne Gäste nur noch einen Monat halten kann.
Als Kate, die sich inzwischen mit Michelle angefreundet hat, schließlich doch eine Kritik veröffentlicht und Robs Pub in den höchsten Tönen lobt, können sich Rob und seine Leute vor Vorbestellungen kaum noch retten. Auch der angesehene Restaurantkritiker Guy Witherspoon, der regelmäßig in einer Fernsehsendung auftritt, hört von Robs neuem Lokal. Beide kennen sich von früher, und Witherspoon beschließt, seinem alten Freund einen Gefallen zu tun und einen Beitrag über das Pub zu drehen. Kates Vater Max hat hingegen vom Trubel um Robs Pub und den damit einhergehenden Staus die Nase voll. Als sogar ein Hubschrauber auf seinem Grundstück landet, weil ein reicher Rockstar im Pub verköstigt werden will, beschließt Max, das Gesundheitsamt auf Robs Pub anzusetzen. Weil sich Kate und Rob inzwischen näher gekommen sind, bietet ihm sein ehemaliger Schwiegersohn James Forester seine Hilfe an. Eines Nachts bricht dieser in das Pub ein. Am nächsten Morgen erscheint wie geplant ein Beamter des Gesundheitsamts bei Rob und findet in der Küche Ratten vor. Rob erhält jedoch lediglich eine Verwarnung, worauf ihm James eine Vorladung zu einer Anhörung vor Gericht persönlich vorbeibringt. Es seien Beschwerden der Einwohner bei der örtlichen Polizei eingegangen.
Weil er inzwischen erfahren hat, dass es Kate war, die einst in London die vernichtende Kritik über sein Restaurant geschrieben hat, und glaubt sie stecke mit James und ihrem Vater unter einer Decke, schickt Rob sie fort, als sie wie so oft in seiner Küche vorbeischaut. Daraufhin trifft Guy Witherspoon mit seinem Filmteam ein, um seinen Beitrag über das Pub zu drehen. Um ihm ein anständiges Menü zu bieten, geht Rob nicht zur gleichzeitig stattfindenden Anhörung, von der die Zukunft seines Pubs abhängt. Es ist schließlich Kate, die ihn bei der Anhörung vertritt und sich energisch für ihn einsetzt. Nachdem der in letzter Zeit unzuverlässig gewordene Witherspoon seinen Beitrag mühelos und voll des Lobes abgedreht hat, erfährt Rob, dass Kate dafür gesorgt hat, dass er sein Pub weiterhin betreiben darf. Kate jedoch sei gerade zum Flughafen unterwegs. Entschlossen sich bei ihr zu entschuldigen, fährt ihr Rob hinterher und tritt dabei – entgegen seiner Angst vor hoher Geschwindigkeit – gehörig aufs Gaspedal. Vor ihrem Wagen baut er einen Unfall. Kate fährt zunächst weiter, kehrt dann jedoch zu ihm zurück und versöhnt sich mit ihm.

## Hintergrund

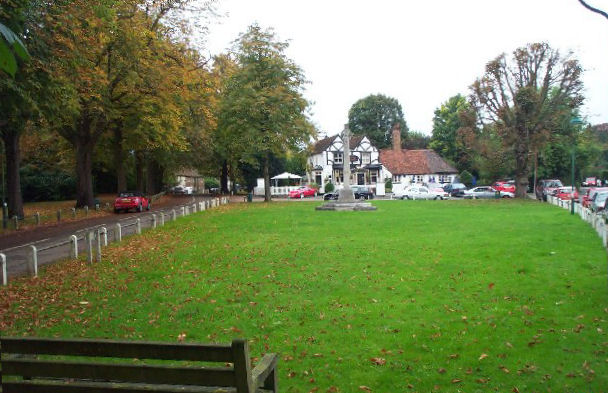
Das Pub in Letchmore Heath, ein Drehort des Films

Love’s Kitchen – Ein Dessert zum Verlieben war das Spielfilmdebüt von James Hacking, der auch das Drehbuch schrieb und sich an der Finanzierung des Projekts beteiligte. Gedreht wurde in Letchmore Heath nahe London und in den Elstree Studios in Borehamwood.
Der Film wurde am 7. Juni 2011 noch vor seinem Start in den britischen Kinos (24. Juni 2011) in den Vereinigten Staaten direkt auf DVD veröffentlicht. In Deutschland erschien er am 15. Februar 2013 auf DVD. Am 13. Februar 2014 wurde er auf dem Disney Channel erstmals im deutschen Fernsehen gezeigt.

## Kritiken
Vor allem die Kritiken in Großbritannien fielen schlecht aus. Für Anna Smith von Empire war Love’s Kitchen – Ein Dessert zum Verlieben „vorhersehbar und wenig reizvoll“, auch wenn das ländliche Pub als Schauplatz einen gewissen „Charme“ versprühe und Simon Callow „bisweilen spaßig“ sei. Die Produktion fühle sich jedoch „amateurhafter“ an, „als man es von einem Film mit dieser Besetzung erwarten würde“. Seinen „Tiefpunkt“ erreiche er in dem Moment, als Fernsehkoch Gordon Ramsay als er selbst auftauche.
Auch Anthony Quinn vom Independent zeigte sich empört über die „Amateurhaftigkeit dieser britischen Nicht-Komödie“, dessen Macher offenbar nicht die „unsagbare Lahmheit“ des Drehbuchs bemerkt hätten. Der Regisseur und Drehbuchautor James Hacking habe schlicht „keine Ahnung von Dialogen, Timing, oder wo man die Kamera positioniert“. Die Darsteller agierten, „als hätten sie noch nie in ihrem Leben geschauspielert“. Gordon Ramsay, der hier sein Filmdebüt gab, sei nicht einmal in der Lage, „eine überzeugende Darstellung von sich selbst“ zu liefern. Peter Bradshaw vom Guardian zufolge sei das Ergebnis von „zeitlos peinlicher Schrecklichkeit“ und ein „entsetzlich unlustiges Durcheinander“. Gordon Ramsay habe einen „unerträglichen Cameo-Auftritt“. Peter Bowles und Simon Callow machten noch das Beste aus dem „verheerend billigen Drehbuch“.
„Die seichte, vorhersehbare Romanze lebt von charmanten Darstellern und knuffiger Exzentrik“, urteilte Cinema etwas versöhnlicher. Das Fazit lautete: „Recht britisch, recht lecker, voll harmlos.“ TV Movie bewertete den Film mit einem roten Stern und bezeichnete ihn als „[l]eichte Kost nach bewährtem Rezept“. Das Lexikon des internationalen Films schrieb: „Das gängige Konzept romantischer Komödien, die Themen Kochen und Liebe zu verbinden, funktioniert hier nur bedingt, scheitert vielmehr an der Formelhaftigkeit der standardisierten Zutaten.“

## Deutsche Fassung
Die deutsche Synchronfassung entstand bei der Metz-Neun Synchron.
| Rolle           | Darsteller         | Synchronsprecher    |
| --------------- | ------------------ | ------------------- |
| Kate Templeton  | Claire Forlani     | Anke Reitzenstein   |
| Rob Haley       | Dougray Scott      | Stephan Schleberger |
| Shauna          | Michelle Ryan      | Eva-Maria Damasko   |
| Max Templeton   | Peter Bowles       | Gordon Piedesack    |
| Loz             | Lee Boardman       | Sascha Nathan       |
| Guy Witherspoon | Simon Callow       | Aart Veder          |
| als er selbst   | Gordon Ramsay      | Renier Baaken       |
| Ingo            | Matthew Clancy     | Isaak Dentler       |
| Liz             | Caroline Langrishe | Sabina Godec        |
| Michelle        | Holly Gibbs        | Linda Junghahn      |